# PVRIS
PVRIS (vyslovuje se Paris) je americká rocková skupina z Lowellu v Massachusetts. Její členové jsou Lyndsey Gunnulfsen a Brian MacDonald. Dříve vystupovali pod jménem Paris, ale z právních důvodů byl název změněn. Než podepsali smlouvu se společností Rise and Velocity Records, vydali stejnojmenné EP Paris a Acoustic EP. Spolu s hudebním videoklipem vydali 24. června 2014 ve společnosti Rise and Velocity Records jejich první singl. Kapela zatím vydala tři studiová alba: White Noise (2014), All We Know of Heaven, All We Need of Hell (2016) a Use Me (2020).